# Mungu ibariki Afrika
Mungu ibariki Afrika (tiếng Anh: God bless Africain; tiếng Việt: Chúa ban phước cho châu Phi) là quốc ca của Tanzania. Bài hát này là phiên bản tiếng Swahili của bài thánh ca Nkosi Sikelel 'iAfrika (Bài hát cổ vũ chống chế độ apartheid của Nam Phi). Từ Mungu ở tiếng Swahili có nghĩa là Thiên Chúa và tiêu đề của bài hát do đó dịch ra có nghĩa là Đức Chúa Trời ban phước cho Châu Phi.
"Mungu ibariki Afrika" đã được dịch và trở thành quốc ca của Tanganyika. Về cơ bản, nó được giao cho Enoch Sontonga, người đã chết năm 1905. Mungu ibariki Afrika đã sử dụng giai điệu "Nkosi Sikelel 'iAfrika" bằng một bản dịch tiếng Swahili. Không ai biết ai đã sáng tác lời bài hát nhưng người ta biết đó là Samuel Mqhayi và Enoch Sontonga, người đã tạo ra các phiên bản đầu tiên được sử dụng bởi Đại hội Dân tộc Phi. Mặc dù giai điệu đã được giao cho Sontonga người ta cho rằng sự điều chỉnh ban đầu được viết bởi Joseph Parry.

## Lời

### Tiếng Swahili
Mungu ibariki Afrika
Wabariki Viongozi wake
Hekima Umoja na Amani
Hizi ni ngao zetu
Afrika na watu wake.
Điệp khúc:
Ibariki Afrika, Ibariki Afrika
Tubariki watoto wa Afrika.
Mungu ibariki Tanzania
Dumisha uhuru na Umoja
Wake kwa Waume na Watoto
Mungu Ibariki Tanzania na watu wake.
Điệp khúc:
Ibariki Tanzania, Ibariki Tanzania
Tubariki watoto wa Tanzania.

### Tiếng Việt

#### I
Thiên Chúa ban phước lành cho châu Phi
Phù hộ cho những vị lãnh đạo
Trí thức, thống nhất và hoà bình
Là tấm khiên vững chắc của chúng con
Của châu Phi và nhân dân nơi đây.

#### Điệp khúc:
Xin Người phù hộ châu Phi, phù hộ châu Phi
Phù hộ chúng con, những người con của châu Phi.

#### II
Thiên Chúa ban phước lành cho Tanzania
Hãy ban tự do và thống nhất muôn đời
Cho những người phụ nữ, đàn ông và trẻ em
Xin Thiên Chúa phù hộ
Tanzania và nhân dân nơi đây.

#### Điệp khúc:
Xin Người phù hộ Tanzania, phù hộ Tanzania
Phù hộ chúng con, những người con của Tanzania.